# Hugh Breckenridge

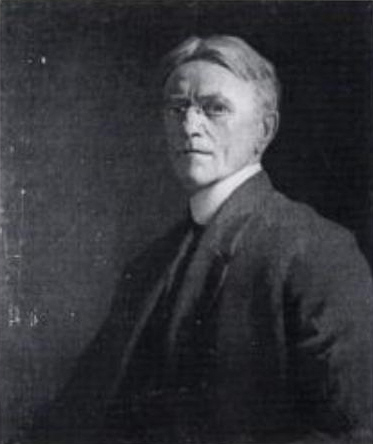
Hugh Breckenridge: Selbstporträt, 1913

Hugh Breckenridge: Italian Fruit Dish, 1931 (Amon Carter Museum, Fort Worth, Texas)

Hugh Henry Breckenridge (* 6. Oktober 1870 in Leesburg, Virginia; † 4. November 1937 in Philadelphia) war ein US-amerikanischer Maler.
Beckenridge studierte an der Pennsylvania Academy of the Fine Arts in Philadelphia und 1892 als Stipendiat in Paris u. a. bei William Adolphe Bouguereau, Louis Ferrier und Jacques Doucet. 1909 reiste er mit Walter Schofield erneut nach Europa, worauf er von seinem bisher eher akademischen geprägten Stil abrückte und sich dem Neoimpressionismus annäherte. In den 1920er Jahren fand er zur Abstrakten Malerei; in seinem Spätwerk greift er auch wieder auf den Neoimpressionismus zurück.
Breckenridges Werke wurden bei vielen Einzel- und Gruppenausstellungen in den USA gezeigt; er wurde vielfach mit Preisen bedacht. Breckenridge war auch kommerziell erfolgreich, vor allem mit zahlreichen Porträts.
Als Hochschullehrer war er an mehreren Instituten tätig, darunter 1894–1937 an der Pennsylvania Academy of the Fine Arts in Philadelphia und 1919–1937 als Direktor des Maryland Institute in Baltimore. In den Sommermonaten lehrte er 1900–1918 an der von ihm und Thomas Pollock Anshutz gegründeten Darby School of Painting in Darby (ab 1902 in Fort Washington) sowie 1920–1937 an seiner eigenen Breckenridge School in Gloucester (Massachusetts).